# Diarthrodes sarsi
Diarthrodes sarsi är en kräftdjursart som först beskrevs av A. Scott 1909.  Diarthrodes sarsi ingår i släktet Diarthrodes och familjen Thalestridae. Inga underarter finns listade i Catalogue of Life.